# سرجینیو (بازیکن فوتبال، زاده ۱۹۷۴)
سرجینیو (انگلیسی: Serginho; ۱۹ اکتبر ۱۹۷۴ – ۲۷ اکتبر ۲۰۰۴) بازیکن فوتبال اهل برزیل بود.
از باشگاه‌هایی که در آن بازی کرده‌است می‌توان به باشگاه ورزشی سائو کتانو اشاره کرد.

## مرگ
در ۲۷ اکتبر ۲۰۰۴ برای تیمش در مسابقه کمپئوناتو برازیلیرو مقابل باشگاه فوتبال سائوپائولو بازی می‌کرد که در دقیقه ۶۰ بازی دچار ایست قلبی کشنده شد. کالبد شکافی بعدی نشان داد که قلب سرجینیو ۶۰۰ گرم وزن داشت که دو برابر اندازه قلب یک انسان معمولی است.